# Seiseki Abe
Seiseki Abe Abe Seiseki (阿部醒石) (1915, Osaka, Japó - 18 de maig de 2011) fou un mestre de shodo i d'aikido que va tenir una relació molt especial amb Morihei Ueshiba, ja que era alhora el seu deixeble d'aikido i el seu mestre de cal·ligrafia.